# Muhlenbergia torreyana
Muhlenbergia torreyana là một loài thực vật có hoa trong họ Hòa thảo. Loài này được (Schult.) Hitchc. mô tả khoa học đầu tiên năm 1934.